# فؤاد ياسين
فؤاد محمود ياسين سلايمة (أبو صخر؛ وُلد في عام 1932 في قرية الشجرة، قضاء طبريا – تُوفي في 8 ديسمبر 2011 في أنقرة) إعلامي ودبلوماسي فلسطيني لاجئ وأحد أعضاء حركة فتح.

## الحياة العملية
- في عام 1968، كلفته القيادة الفلسطينية بتأسيس وإنشاء إذاعة صوت العاصفة/صوت فلسطين في القاهرة لتكون ناطقة باسم منظمة التحرير الفلسطينية، واستمر فيها حتى عام 1974.[2]
- في عام 1976، عُين مديرًا لمكتب منظمة التحرير الفلسطينية لدى بولندا ولاحقًا لدى إسبانيا.[2]
- عُين في عام 1990 ممثلًا لمنظمة التحرير الفلسطينية لدى تركيا،[3] وفي 17 مارس 1996 جُدد تعيينه ممثلًا للسلطة الوطنية الفلسطينية لدى الجمهورية التركية واستمر بالمنصب حتى عام 2005.[4]

## الوفاة
تُوفي فؤاد ياسين في العاصمة التُركية أنقرة في 8 ديسمبر 2011، وتم دفنه في 13 ديسمبر 2011 في أنقرة.

## أوسمة
منح الرئيس الفلسطيني محمود عباس عائلته في 20 ديسمبر 2011 وسام الاستحقاق والتميز الفلسطيني.

## الحياة الشخصية
فؤاد ياسين متزوج وله 3 بنات.